# Mitică Popescu
Mitică Popescu (ur. 2 grudnia 1936 w Bukareszcie, zm. 3 stycznia 2023 tamże) – rumuński aktor teatralny i filmowy.

## Filmografia wybrana
- 1973: Stejar, extrema urgenta
- 1976: Mere rosii
- 1976: Zidul
- 1980: Polowanie na lisy (Vînatoarea de vulpi)
- 1981: Dlaczego biją w dzwony, Mitica? (De ce trag clopotele, Mitică?)
- 1984: Fapt Diyers
- 1989: Złoty pociąg (Trenul de aur)